# Nsele (rivière)
Pour les articles homonymes, voir Nsele (homonymie).
La Nsele est une rivière qui s'écoule à Kinshasa, la capitale de la république démocratique du Congo. C'est un des nombreux affluents du fleuve Congo. Elle se jette dans ce fleuve immense au niveau du Pool Malebo.

## Géographie
Elle prend sa source dans le sud du territoire de Madimba, coule vers le Nord à travers le district de la Lukaya, dans la province du Bas-Congo, pour aboutir dans la partie rurale de la ville-province de Kinshasa, où elle se jette dans le fleuve Congo, au niveau du Pool Malebo, en amont du centre de Kinshasa.

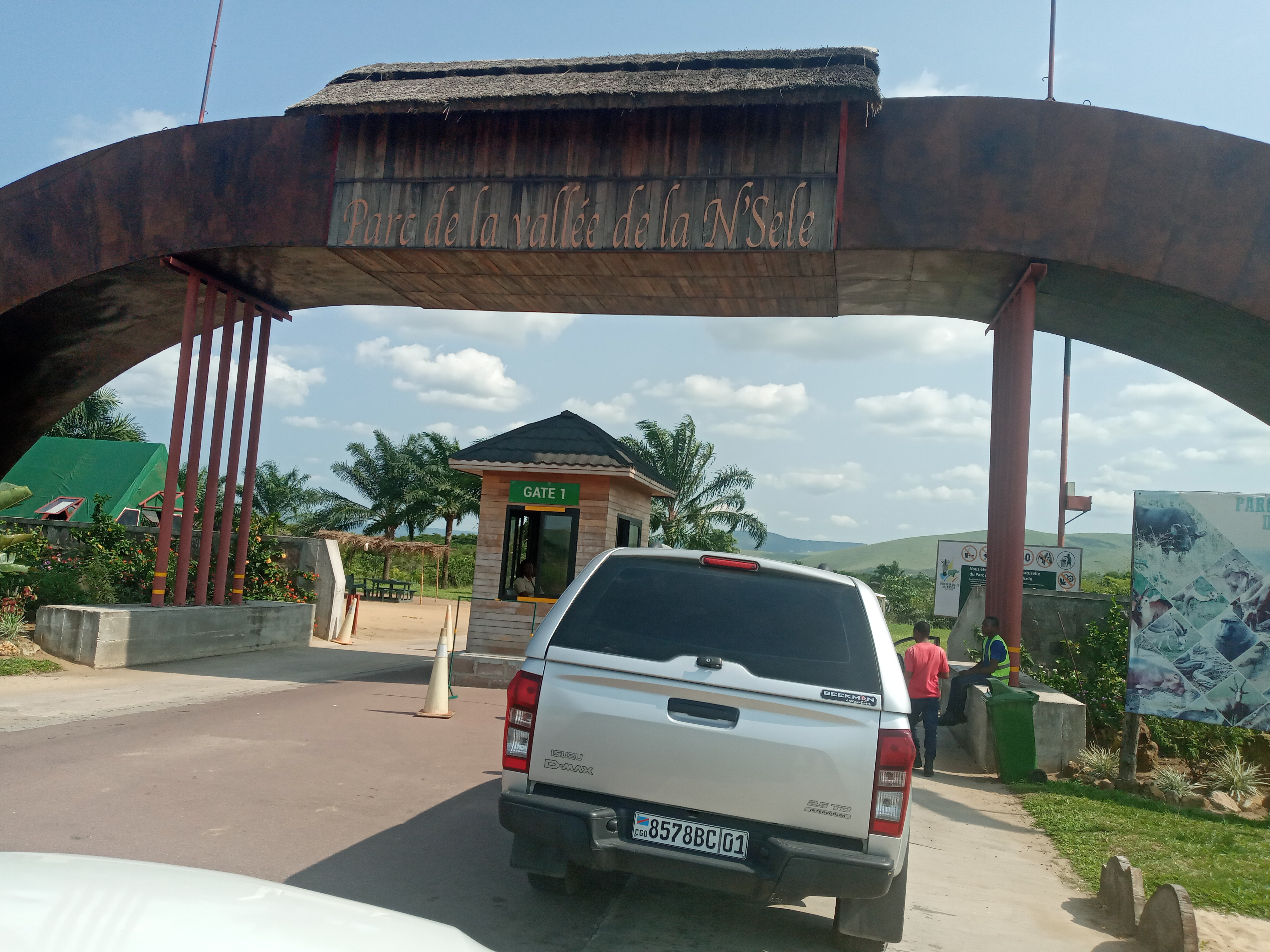
Entrée du parc de la Vallée de la N'sele

La rivière a donné son nom à la commune rurale de Nsele (une des 24 communes de Kinshasa). Elle y sépare aussi cette commune éponyme de l'autre grande commune rurale de la capitale congolaise : Maluku.
Elle a plus ou moins 185 kilomètres de long. Elle traverse le plus grand parc animalier de Kinshasa, le parc de la Vallée de la Nsele.

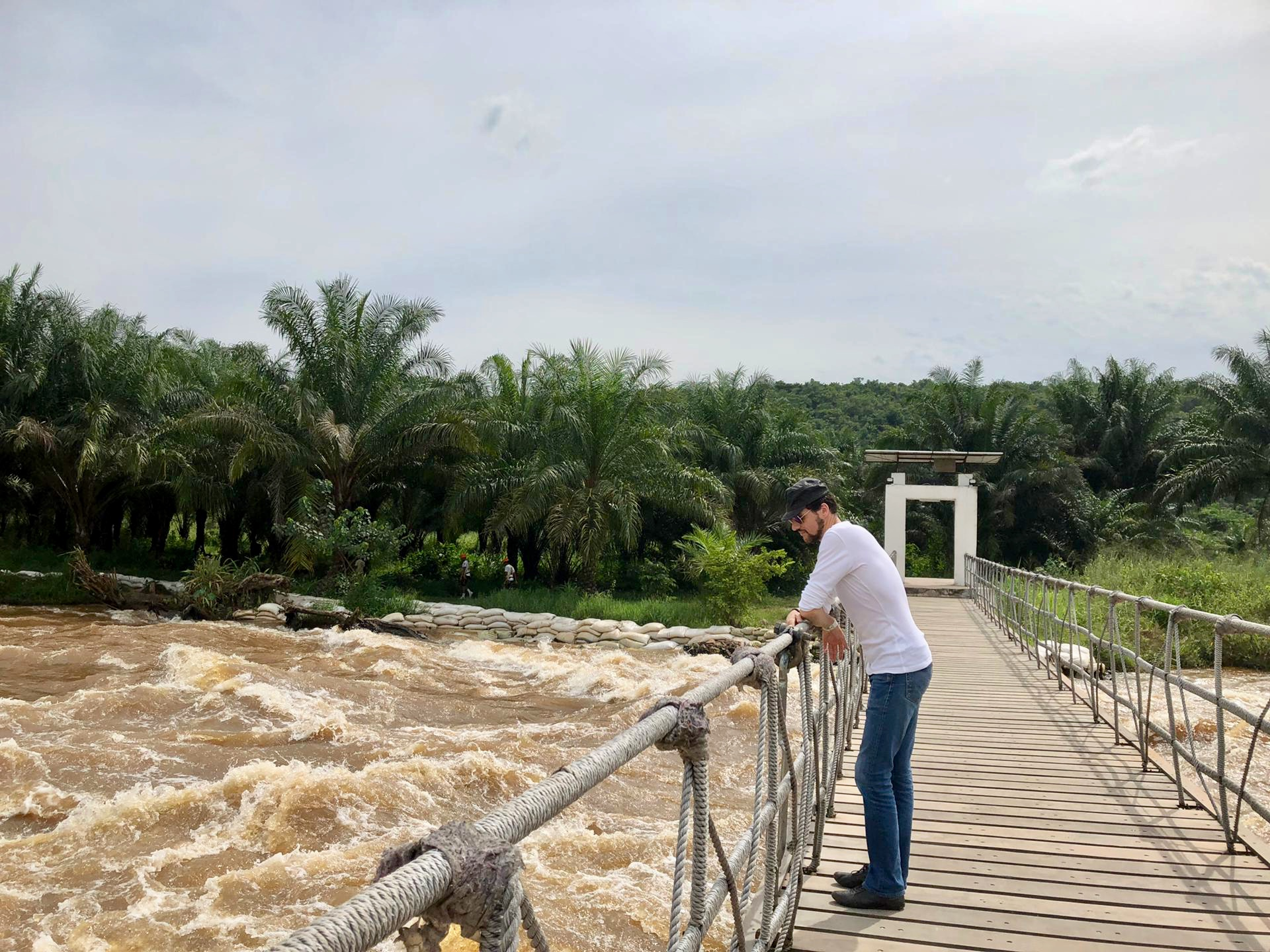
Touriste admirant les flots déchaînés de la rivière, au parc de la Vallée de la Nsele.

## Écologie
Comme les vingt autres rivières de Kinshasa, la Nsele est très polluée. Les Kinois déversent des tonnes d'immondices chaque jour dans la rivière, notamment des bouteilles en plastique qu'aucun poisson ou organisme aquatique n'arrive à digérer. Ce phénomène est responsable de la mort de la plupart des poissons et d'un très grand nombre de plantes aquatiques, il empoisonne les humains qui en boivent l'eau et a un impact très négatif sur les sols.